# Dąbrowa (Oleśnica)
Pour les articles homonymes, voir Dąbrowa.
Dąbrowa est une localité polonaise de la gmina et du powiat d'Oleśnica en voïvodie de Basse-Silésie.